# Partit Social Democràtic
El Partit Social Democràtic (portuguès: Partido Social Democrática, PSD) és un partit polític de Guinea Bissau.

## Història
El partit va ser establert el 1995 per Joaquim Baldé. A les eleccions generals de 1999 Baldé va ser nominat com a candidat presidencial del partit, però va acabar vuitè amb el 2,3% dels vots. En les eleccions parlamentàries, el partit va obtenir tres escons a l'Assemblea Nacional Popular.
Abans de les eleccions legislatives de Guinea Bissau de 2004 el partit va formar part de l'aliança Unió Electoral, que va obtenir dos escons. No participa en les eleccions presidencials de 2005 però va donar suport Malam Bacai Sanhá. El 2007 António Samba Baldé es va convertir en el líder del partit, i a les eleccions parlamentàries de l'any següent, el partit no va obtenir cap escó.
The PSD no va designar candidat a les eleccions presidencials de Guinea Bissau de 2009 ni a les de 2012. A les eleccions generals de 2014 no va presentar candidat a president, però sí es va presentar a les eleccions parlamentàries, però només va rebre el 0,4% dels vots i no va obtenir cap escó.